# 카눙구구

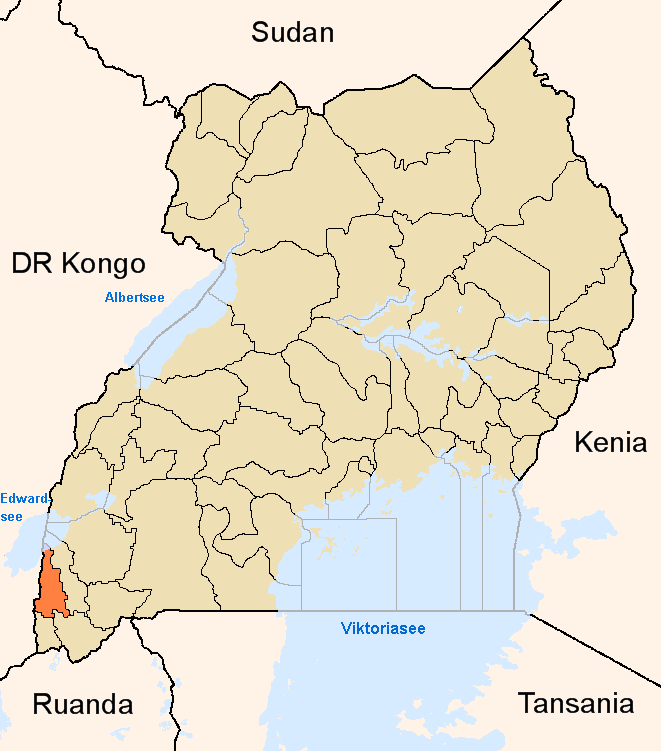
카눙구 구의 위치

카눙구구(Kanungu)는 우간다 남서부에 위치한 구로, 행정 중심지는 카눙구이며 면적은 1,228.28km2, 인구는 205,095명(2002년 인구 조사 기준)이다.
행정 구역상으로는 서부 주에 속하며 1개 군(킨키지 군)을 관할한다. 북쪽으로는 에드워드호, 남쪽으로는 키소로 구와 카발레 구, 서쪽으로는 콩고 민주 공화국 북키부 주와 접한다.

## 같이 보기
- 우간다의 행정 구역